# Arvika landsfiskalsdistrikt
Arvika landsfiskalsdistrikt var 1918–1964 ett landsfiskalsdistrikt i Värmlands län, bildat när Sveriges indelning i landsfiskalsdistrikt trädde i kraft den 1 januari 1918, enligt beslut den 7 september 1917. Den 1 januari 1965 avskaffades i Sverige samtliga landsfiskaler och landsfiskalsdistrikt, och deras arbetsuppgifter delades upp på de nyskapade indelningarna polisdistrikt, åklagardistrikt och kronofogdedistrikt.
Landsfiskalsdistriktet låg under länsstyrelsen i Värmlands län.

## Ingående områden
Den 1 januari 1944 inkorporerades Arvika landskommun i Arvika stad. När Sveriges nya indelning i landsfiskalsdistrikt trädde i kraft den 1 januari 1952 (enligt kungörelsen 1 juni 1951) ändrades distriktets omfattning.

### Från 1918
- Arvika stad; ingick i landsfiskalsdistriktet endast i utsökningshänseende.[4]

Jösse härad:
- Arvika landskommun
- Boda landskommun
- Brunskogs landskommun
- Mangskogs landskommun
- Älgå landskommun

### Från 1944
- Arvika stad; ingick i landsfiskalsdistriktet endast i utsökningshänseende.[4]

Jösse härad:
- Boda landskommun
- Brunskogs landskommun
- Mangskogs landskommun
- Älgå landskommun

### Från 1 januari 1952
- Arvika stad (ingick i landsfiskalsdistriktet endast i utsökningshänseende; stadsfiskalstjänsten i Arvika enligt kungörelsen "bibehålles tills vidare".[3][5]
- Brunskogs landskommun
- Älgå landskommun